# Скржинецкий, Ян

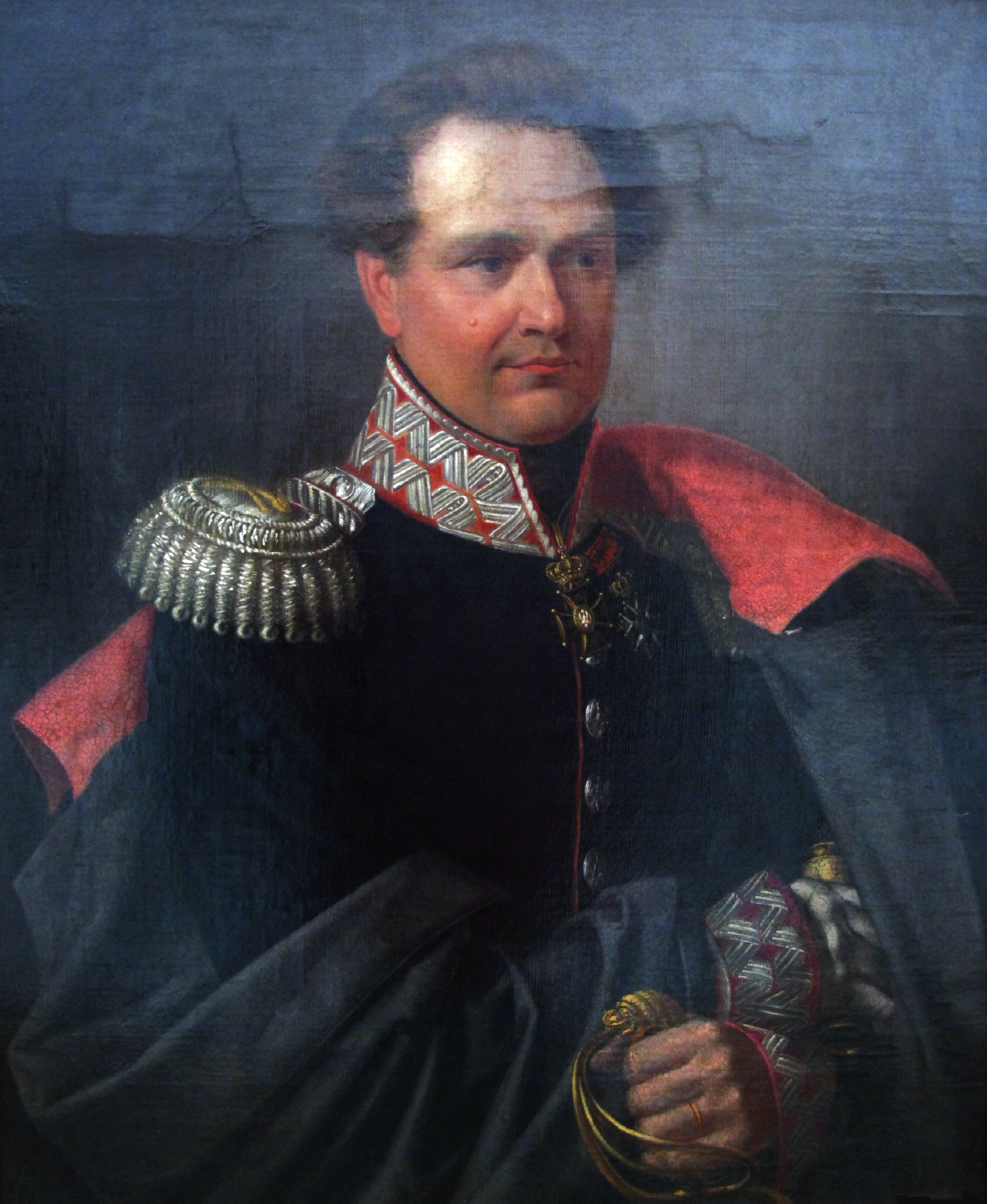
Ян Скржинецкий

Ян Скшине́цкий ([Скшын'ецк'ий]) (пол. Jan Zygmunt Skrzynecki; 8 февраля 1787 — 12 января 1860, Краков) — польский генерал, главнокомандующий польскими войсками во время восстания 1830 года.

## Биография

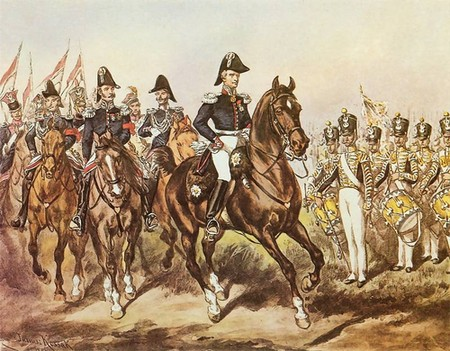
Генерал Ян Скшинецкий со штабом. Акварель Ю.Коссака. 1886 г.

Учился в Львовском университете. В 1807 году вступил в польский легион, служил в наполеоновских войсках.
Во время польского восстания 1830 года после неудачного для поляков сражения при Грохове был избран главнокомандующим польских войск, вместо князя Радзивилла. После поражения под Остроленкой уступил место Дембинскому. Участвовал в партизанской войне, после разгрома партизан бежал в Австрию.
Жил в Праге, затем переехал в Брюссель. Был назначен главнокомандующим армии Бельгии, которая незадолго до того получила независимость.
В 1839 году после совместного дипломатического протеста России, Австрии и Пруссии был вынужден уйти в отставку. В том же году вернулся в Польшу и поселился в Кракове, где и умер. Был похоронен на Раковицком кладбище. В 1865 году его останки были перенесены в краковский доминиканский костёл, где ему был поставлен мраморный надгробный памятник.